# Gadget
Gadget (englisch für: „Apparat“, „technische Spielerei“ oder auch „Schnickschnack“) bezeichnet ein technisches Werkzeug oder Gerät mit bisher so nicht bekannter Funktionalität und/oder besonderem Design. Es ist traditionellerweise klein und handlich und zum Mitführen konzipiert. Eine große Rolle spielt der Spaßfaktor eines Gadgets: Geräte, die sich als Gadget definieren, sind oft Grenzgänger zwischen sinnvoller Funktionalität und Verspieltheit. Der Duden definiert Gadget als „kleiner, raffinierter technischer Gegenstand“. Oft werden Gadgets auch mit Geschenken assoziiert.
Beispiele sind elektronische Mobil- und Handgeräte wie Smartphones, MP3-Player, Netbooks, Digitalkameras, mobile Spielkonsolen oder Tablet-PCs, aber auch elektrische oder mechanische Geräte wie Aufziehspielzeug, Walkman oder Zauberwürfel. Gadgets enthalten oft Funktionen, die bislang so in keiner technischen Vorrichtung zu finden waren. Ebenso werden gelegentlich kleinere Anwendungsprogramme wie Widgets, ein Kofferwort aus Window und Gadget, so bezeichnet.
Es muss sich jedoch nicht immer nur um technische Gegenstände handeln. Gadgets können in der Regel Arbeit abnehmen oder erleichtern, ein nettes Spielzeug, eine raffinierte Idee, ein originelles Geschenk oder gar ein Party-Gag sein.

## Etymologie
Die Herkunft des Wortes „gadget“ ist umstritten, sie lässt sich jedoch bis ins 19. Jahrhundert zurückverfolgen. Laut dem Oxford English Dictionary existiert seit den 1850er Jahren ein anekdotischer Hinweis für die Verwendung des Wortes gadget für ein technisches Gerät, an dessen Namen man sich nicht erinnern kann. Der älteste schriftlich überlieferte Hinweis stammt aus dem Jahre 1886, erschienen in Robert Browns Buch Spunyarn and Spindrift, A sailor boy’s log of a voyage out and home in a China tea-clipper, wo Matrosen zitiert werden, die ihre Ausrüstung meinen. Nach dem britischen Etymologen Michael Quinion nannten Briten im späten 19. Jahrhundert Dinge Gadgets, wenn ihnen kein treffenderer Begriff einfiel, vergleichbar dem deutschen „Dingens“ oder dem schlesischen „Wihajster“ (abgeleitet von Wie heißt er?). Ihm zufolge sei eine Entlehnung aus anderen Sprachen wahrscheinlich, etwa aus dem französischen Dialektbegriff „gagée“ für Werkzeug.
Das Webster’s Encyclopedic Unabridged Dictionary of the English Language vermutet den Ursprung im französischen gâchette, der Bezeichnung für den Schnapphahn eines Schlosses, Riegels oder Waffenschlosses.
Eine weitere Theorie besagt, dass der Begriff von der französischen Firma Gaget, Gauthier & Cie, die für das Treiben der Konstruktion der Freiheitsstatue verantwortlich war, geprägt wurde, als diese ein kleines Modell der Statue anfertigte und es nach ihrem Unternehmen nannte.

## Entwicklungsgeschichte
Einen hohen Bekanntheitsgrad erhielt das Prinzip des Gadget – wenn auch nicht unbedingt die Bezeichnung selbst – durch animierte Comic-Serien, Fernsehserien und Action-Komödien, meist aus dem Spionage/Agenten-Genre: Intelligente Miniaturgeräte mit phantasiereichen Funktionen fanden sich zuerst hauptsächlich in den Händen zahlreicher Superhelden von Inspector Gadget bis James Bond, heutzutage aber auch in erfolgreichen US-Serienformaten wie z. B. The Big Bang Theory oder The IT Crowd, in welcher die Protagonisten, meist Geeks oder Nerds, zahlreiche Gadgets verwenden.
Mittlerweile sind Gadgets zu einem wichtigen Zweig der digitalen Industrie geworden. Statt Q (aus dem James-Bond-Franchise) oder Gadget Hackwrench (aus der Disney-Zeichentrickserie Chip ’n Dale Rescue Rangers; dt.: Trixi aus Chip und Chap – Die Ritter des Rechts) sind es nun Hersteller aus der Konsumgüterindustrie mit Schwerpunkt auf Design wie Apple oder Sony, aber auch viele neue und unbekannte Unternehmen, die in die Konzeption von Gadgets investieren. Viele dieser Firmen sitzen in ostasiatischen Ländern und exportieren ihre Ware teils auch direkt über Internetauktionshäuser wie eBay. Aktuell erfreuen sich diese sogenannten China Gadgets gerade im deutschen Sprachraum wachsender Beliebtheit, da durch das Aussparen von Zwischenhändlern oft günstigere Preise ermöglicht werden. Gerade in Deutschland gibt es eine Reihe Webshops, die sich speziell auf den Vertrieb von Gadgets spezialisiert haben.
Diese Gadgets werden zum Teil im Elektronikfachhandel angeboten, aber auch Zeitschriften wie Micky Maus oder Yps beigelegt. Hierbei ist die Grenze vom Gadget zum Gimmick fließend.
Die Spannbreite der Gadgets ist genauso vielfältig wie die Nutzer dieser Objekte. So existieren Gadgets für kleine Kinder, wie Periskope, über Büroartikel, wie per USB aufwärmbare Kaffeetassen, bis hin zu Anwendungen für den Nerd- und Geek-Bereich.
Mit dem Aufkommen grafischer Benutzeroberflächen wurden zunächst die Steuerelemente (Eingabefelder, Buttons, Bildlaufleisten etc.) zusammenfassend als Gadgets bezeichnet. Inzwischen wurde der Begriff durch das Kunstwort Widget (Window Gadget) verdrängt. Die Ähnlichkeit zu dem englischen Wort midget (Zwerg) ist dabei beabsichtigt.

## Magazine und Blogs
Durch die steigenden Popularität von Gadgets und einem vielversprechenden Anzeigenmarkt in diesem Bereich entstanden zahlreiche Zeitschriften und Blogs um die neu geschaffene Geräteform. Während ältere Magazine wie Wired Rubriken zu diesem Thema geschaffen haben, beschäftigen sich andere Publikationen fast ausschließlich mit Gadgets, darunter Gizmodo, Engadget oder Stuff.

## Trivia
Die erste Atombombe erhielt von ihren Testern den Spitznamen „The Gadget“.